# ماري القصيفي
كاتبة وشاعرة لبنانيّة. ولدت في منطقة الريحانيّة - بعبدا - جبل لبنان. عملت في الحقل التربويّ لأكثر من خمس وعشرين سنة. كتبت في عدد من الصحف والمجلاّت اللبنانيّة والعربيّة: النهار، السفير، الديار، الحوار، الناقد، البلاد البحرينية، الرأي العام الكويتية ونداء الوطن.
الكتب: صدر لها عن دار مختارات: لأنّك أحيانًا لا تكون (2004) - رسائل العبور (2005) - الموارنة مرّوا من هنا (على الغلاف بألم ماري القصيفي وليس بقلم) ونساء بلا أسماء (2008) - وعن دار سائر المشرق: كلّ الحقّ ع فرنسا (رواية - 2011 - حازت جائزة حنا واكيم للرواية اللبنانيّة لعام 2012)- أحببتك فصرت الرسولة (شعر - 2012) - للجبل عندنا خمسة فصول رواية - 2014)
كتبت في جريدة المدن وكانت لها زاوية أسبوعيّة كل يوم اثنين في الصفحة الثقافيّة في جريدة النهار اللبنانيّة تحت عنوان: أضواء خافتة (منذ كانون الأوّل 2002 حتّى آب 2005)
كانت لها مقالة أسبوعيّة يوم الثلاثاء في صفحة مدنيّات اجتماعيّات في جريدة النهار اللبنانيّة. تكتب الآن في الصفحة الثقافيّة لصحيفة الحياة
تشرف على مدوّنة باسم «صالون ماري القصيفي الأدبيّ» وعنوانها:www.mariekossaifi.blogspot.com

## عن الكاتبة
تسكن ماري القصيفي في بيت القصيدة، بلا ثرثرة، ولا تسهب في المقالة، وتضجّ بالسخرية بلا قنابل صوتيّة، ولا ترمي قنابل دخانية في وجه القارئ. في قلب القصيدة تنبض، وترسم جغرافيا للحكايات، وتخاطب عابرًا، كأنّ النصوص تارة حديقة مشذ بة، وتارة أخرى من طبيعة بريّة بلا مقصّات. إنّها الكتابة كماء سبيل لعابر، يشرب ويمشي ويعود مرّة أخرى.
يحيى جابر- صحيفة البلد
ماري القصيفي شاعرة بامتياز، في كلّ ما كتبت. وتمثّل موضوعات قصائدها خروجًا على الموضوعات التقليديّة المعروفة. وكأنّها مقرّرة قبل الشروع في الكتابة أن تخالف نظم السير. أن تنأى عن كلّ ما يمكن أن يدنيها من التقليد، أن تبتكر مضمون نصوصها من الحياة، ومن التجربة التي تعيشها بكلّ ما فيها من حرارة أو برودة. شاعرة مغرمة بالتفاصيل الصغيرة التي تجعل منها ومضات شعريّة، تضيء كأنّها قناديل الشتاء في ليل خرافيّ عاصف، وتمضي في تجلّياتها غير مبالية، بما يحيط المكان من رياح عاتية. شاعرة لا تثرثر. لا تقول الشعر لكي تقول. بل لأنّ هناك عبقرًا ملحاحًا يدفعها لتدوين صورها الفنيّة، الماضية في نزعة الابتكار إلى حدّ الدهشة.
لامع الحر – مجلة الشراع
هكذا هي ماري، تكتب شعرها اللبناني العامي بمثل الروح الشفافة الصادمة، التي تكتب بها المقال والنثر والسياسة والاجتماع، لون واحد مستلّ من قوسنا القزحيّ، تحبّه، لكنّها لا تحبّ تعدّد الألوان حينما يتنزّل في القول، في الشعر، في المقال، في الحياة اليوميّة؛ ماري، لا تعرف الرماديّ ولا تقيّة الألوان.. من منكم يعرف شاعراً جاداً ويكتب بهذه الشفافيّة!
الشاعر الكويتيّ نشمي مهنا- صحيفة أوان
قاسية ماري القصيفي في كتابها «الموارنة مرّوا من هنا»، تعبّر بألم عن الالم (استبدلت القاف بالهمزة في عنوان الكتاب فكتبت «بألم» بدلا من قلم الدلالة على شعورها هذا).مقالات جمعتها تجربة عميقة من علاقاتها بالناس أو علاقاتهم بعضهم ببعض، ترى إليها بعمق، لا بسطحية، يفترضه وعي المثقف الذي لا يؤخذ بالشهادات العلمية ولا بالمظاهر الخارجية ولا بكلام الصالونات الذي يلقى على عواهنه، بل بجوهر هذه العلاقات وبمنطق يحكم على مضمونها.
جوزف باسيل – صحيفة النهار
أجمل من العبور أن يعبر الإنسان ولا يصل، أو أن يخيّل إليه أنّه في طور العبور، بينما يتعثّر وهو في طريقه إلى البدايات الأولى. «رسائل العبور» للكاتبة ماري القصيفي، نصوص متعدّدة مختلفة النكهة والمزاج، تنطوي على شيء من هذا القبيل. توحي إلينا، بلغة شفّافة أحيانًا وحازمة أحيانًا أخرى، بأنّ العبور هو المبتغى لأنّه الخلاص. ثمّ نفاجأ بأنّ العبور هو المأزق الذي لا بدّ منه لتتحوّل الحياة ملعبًا شيّقًا ومتحرّكًا لزحمة الأحاسيس.
جهاد الترك – صحيفة المستقبل

إن كنت تبحث عن الراحة فلا تقرأها، لأنّك لن تجد في كلماتها سوى القلق. وإن كنت متلهّفًا إلى الأجوبة فابحث في مكان آخر لأنّها لن تقدّم إليك سوى المزيد من الشكّ. تعيد ماري القصيفي في كتابها «لأنّك أحيانًا لا تكون» صوغ كلّ شيء أسئلة فيها من طراوة الطفولة ونضج التجاعيد. إنّها تلك المرأة الطفلة التي لا تزال تعرف كيف تنظر إلى ما حولها في دهشة متسائلة، متلمّسة العالم بأنامل طريّة، تستكشفه، تنزع عنه القشور لتأخذه بين يديها عاريًا إلاّ من حقيقته الأولى، وكطفل هي لا يتوانى عن لمس النار ليتأكّد من أنّها حارقة. كلّ شيء لديها صالح لأن يكون علامة استفهام كبيرة من تفاصيل الحياة اليوميّة البسيطة إلى التساؤلات الوجوديّة الكبرى.
سيلفانا خوري – صحيفة النهار
رواية "كل الحق ع فرنسا" بقلم الشاعر عبده وازن
عائلة وهويات منفصمة في «متاهة» ماري القصيفي
الجمعة، 22 أبريل 2011
عبده وازن - صحيفة الحياة
تمضي الكاتبة ماري القصيفي في روايتها «كل الحق عَ فرنسا» (دار سائر المشرق، بيروت، 2011) في لعبة السرد داخل السرد حتى لتستحيل الحكاية التي «تنكّبت» مهمة جمع خيوطها شخصيتان هما راوية وكاتبة، شظايا حكايات لم تلتئم في الخاتمة التي ظلّت مفتوحة على أكثر من توقع أو احتمال. ولعل هذه الحكاية التي يمكنها أن تكون حكاية عائلة أو حكاية امرأة تحمل اسمين هما اسم واحد، بالعربية والفرنسية (وردة = روز)، أو حكاية «مصائر» وأقدار، هي متوالية حكائية سعت الكاتبة (زاد) إلى جمعها على لسان راوية تدعى جولييت وعجزت، جراء التشظي والتبعثر الذين اكتنفا لعبة السرد. فالسرد هنا هو أصلاً نقل عن لسان الراوية (جولييت) هي شخصية روائية، والكتابة هي مشروع كتابة تقوم به كاتبة هي أيضاً شخصية من شخصيات الراوية.
قد يكمن سرّ رواية ماري القصيفي في هذه العلاقة الملتبسة بين الراوية الأولى (الحقيقية) والراوية الثانية (المفترضة) والكاتبة التي تبدو كأنها تتمرّن على الكتابة. وهذا التعدد في الأصوات أضفى على الرواية مواصفات عدة، فإذا هي في وقت واحد رواية داخل رواية ورواية - تحقيق ورواية تنتسب إلى «تيار الوعي» الذي يتمثل هنا في «المونولوغات» التي تتوزع صفحات الرواية وكأنها شهادات هي في صميم السرد وعلى هامشه. فالشخصيات الرئيسة والشخصيات الثانوية تؤدي جميعاً هذه الشهادات بوصفها «مونولوغات» منفردة وكأن هذه الشخصيات ماثلة أمام محقق غائب أو لا مرئي يمكن وصفه بـ «القدر» أو بـ «الضمير» المستيقظ. ولئن لم تشهد حكايات الرواية المتعددة حادثة قتل تتيح لها اكتساب الصفة البوليسية فإن سر انتحار وردة أو قرينتها روز كان بمثابة حافز على البحث والتحقيق.
تتناثر الحكايات في هذه الرواية و«تتشظى» حتى ليشعر القارئ أنه إزاء «متاهة» تغصّ بالوقائع والأشخاص والمرويات والحقبات التي تكاد تنسحب على قرن بكامله هو القرن العشرون، إذا كانت البداية من العام 1905، العام الذي ولدت فيه «نجلا» التي تكاد تكون «المحور» الرئيس الذي انطلقت منه الحكايات. لكن الرواية لن تتوقف عند موتها عام 1980 بل هي تخترق القرن لتبلغ بضعة أحداث شهدها العقد الأول من القرن الحادي والعشرين ومنها حرب تموز 2006 وزيارة الرئيس الإيراني أحمدي نجاد للبنان وحفلة فيروز في «البيال»... إنها رواية أشبه بـ «المتاهة»، فالواقع هنا يكاد يكون في أحيان لا واقعياً من شدة تشتت الحكايات وتداخلها وتقاطعها وإبهامها. لكن الكاتبة التي تقصدت رسم هذه «المتاهة» نجحت في شبك خيوطها تاركة للقارئ - وربما لنفسها كما للكاتبة المفترضة زاد - منفذاً ليتمكنوا جميعاً من فعل الخروج. وقد لا يكون مستغرباً اعتمادها ما يُسمى في النقد الروائي «تكرار السرد» حتى ليُظن أنها وقعت في شباك الإطالة والإفاضة، بينما هي في الواقع تسعى إلى تجسيد حال «اللايقين» الذي يهيمن على الرواية منذ مطلعها. فالراوية (الحقيقية) تبدو ضحية الالتباس الذي شمل الحكايات والشخصيات منذ أن تستهل السرد بالشك في ما ترويه، ملقية التبعة على «البطلة» زاد التي وضعت لروايتها المفترض أنها كتبتها، مقدمات عدة أو صيغاً عدة لمقدمة كان على الراوية أن تختارها. وهذه المقدمة تضع أحد الأحفاد (كمال) في الواجهة وهو يعاتب جدته نجلا قائلاً لها بعد غيابها: «ماذا فعلت بنا يا ستّي؟». ولعله على يقين بأن نجلا، الجدة غير البريئة أو المتواطئة التي كانت تردد عبارة أضحت أشبه بـ «اللازمة» التي تتكرر طوال الرواية: «كلّ الحق عَ فرنسا»، هي التي كانت سبب المأساة التي حلّت بابنتها وردة واللعنة التي أصابت العائلة كلها، وهي لعنة قدرية تجمّعت فيها لعنة الحرب اللبنانية في كل تجلياتها. وكانت الجدة نجلا قد رحلت وهي تلعن فرنسا والفرنسيين قائلة: «لولا وردة والكولونيل الفرنسي كنا بألف خير». وقد فات هذه الجدة أن تبعة مأساة عائلتها لا تقع على فرنسا بل عليها هي التي سمحت لابنتها وردة في الذهاب مع الكولونيل من غير زواج وفي ظنها أن الكولونيل سيفرج عن ضائقة العائلة ويساعد ابنها حبيب مهرّب المخدرات ويغطي أعماله ويدعمه كلما حلّت به واقعة. وقد تكمن هنا جرأة ماري القصيفي التي عمدت إلى فضح هذه العائلة اللبنانية المسيحية بل المارونية التي تنتمي إلى منطقة «البقاع» الشهيرة. ومن خلالها تمكنت من فضح فكرة «العائلة» عموماً التي كادت الحرب أن تحطمها وتشتتها وتقضي على مثالها.
وعلاوة على» المتاهة» «المركبة» بذكاء، التي وقعت الراوية والكاتبة (المفترضتان) في شباكها وهي تمثل عالماً متاهياً بذاته، فالمسألة التي تتمثلها الرواية هي مسألة «الهوية» أو «الانتماء» الذي يعني في ما يعنيه «الانفصام». والمسألة هذه تنسحب على بعض الشخصيات - الأفراد كما على الجماعة وسائر العناصر التي تؤلّف ما يُسمى وطناً أو طائفة أو جيلاً... وقد تجلّت حال الهوية المنفصمة في شخصية وردة ابنة نجلا (وكأنها ليست ابنة أبيها يوسف) التي لم يكن تأرجح اسمها بين وردة (بالعربية) وروز (بالفرنسية) إلا تأرجحاً في فراغ الاسمين أو تناقضهما. فوردة تختلف عن روز كما سمّاها الكولونيل الفرنسي المقيم في لبنان إبان الانتداب، روز التي خيّبها هذا الكولونيل وافتضّ بكارتها وجعلها بعد رحيله تنزلق إلى عالم الدعارة بعدما استحالت عليها العودة من بيروت إلى بلدتها البقاعية، وقبل أن تقع في حب ناجي الذي أنقذها من هذه الآفة. هذا الانفصام الذي أصاب وردة أصاب أيضاً أحمد، حفيد «ملفينا» (ابنة نجلا وشقيقة وردة)، فأحمد يعدّ نفسه «أحمد الأميركي»، لا وطن له ولا تاريخ، وهو كان التحق بـ «المارينز» وشارك في حرب العراق. أما الزواج المختلط مارونياً وإسلامياً ودرزياً، لبنانياً وفلسطينياً، فزاد من حدة الانفصام المعلن أو المضمر. فالشقيقة ملفينا التي تزوجت من أحمد الفلسطيني السنّي عانت الكثير من هذا الاختلاط ودفع ابناؤها ثمنه باهظاً. فإبنها شادي الضائع بين مسيحيته وإسلامه، وبين لبنانيته وفلسطينيته وقع في شباك الحرب القذرة وخطف. أما شقيقته شادية فاضطرت بعد زواجها في مصر إلى ارتداء الحجاب... أحوال الانفصام هذه، في شتى مظاهرها، هي خير دليل على الأزمة التي تتخبط فيها الشخصيات من أبناء وأحفاد، والعائلة التي تفرّعت عنها عائلات. فالشخصيات لا تبحث عن هوياتها لتؤكد انتماءها وترسخ جذورها، بل هي تعاني الأمرّين من وطأة الهوية المبعثرة والمتشظية.
مداخل ومخارج
لعل صفة «المتاهة» هي الأشد ملاءمة للإحاطة بهذه الرواية، المتعددة المداخل والمخارج، بل المتعددة الخيوط والوقائع والحكايات والكواليس. إنها رواية ثلاثة أجيال أو أربعة بالأحرى، تنحدر من شخصية رئيسة هي الأم والجدة (نجلا) وليس من زوجها يوسف الذي هو الأب والجد أيضاً. لكن سطوة نجلا طغت على يوسف حتى كادت تلغيه. إنه «الرجل» المغتاب والمحذوف أو المهمّش الذي سحقته سلطة الزوجة. «الرجل» الذي يعني غياب الذكورة وليس حضورها في هذه العائلة المارونية «البقاعية» التي هيمنت عليها أطياف النسوة. ولعل بنات نجلا لم يختلفن عن أمّهن فكنّ في مقدم الأحداث والوقائع وكأن الرواية هي روايتهن، بدءاً بوردة (روز) وانتهاء بشقيقاتها، كاميليا وملفينا وسعاد ولبنى وجولييت التي تمثل الطرف الأخير في الحكايات ومعها تبدأ في نسج نفسها...
تحفل الرواية بما لا يُحصى من المرويات والوقائع والأحداث و«الأكاذيب» الجميلة والشخصيات... فالحكاية تخرج من الحكاية، والشخصية تنسلّ من الشخصية. وهكذا يستحيل سرد جولييت (الراوية الثانية) سرداً شبه دائري، يتوالد من نفسه ثم يدور على نفسه، ما جعل الكاتبة المفترضة زاد، عاجزة عن البدء بالكتابة. وهذا ما حصل فعلاً، فالرواية تنتهي في لقطة بديعة تطل فيها زاد وهي تقرأ وكأن القراءة هي الفعل الوحيد الذي يوفر فرصة الخروج من دوامة الحكاية التي لم تكتمل. ولئن كان تهيّأ لزاد أنها أنهت كتابة الرواية وسلّمتها إلى جولييت فهي ظلت على يقين أنها لم تنهِ مشروعها. فالنقص كما رددت مراراً ظل يعتري حكايات جولييت التي كانت دوماً مضطربة في سردها الحكايات واستعادتها...
يستحيل الوقوف فعلاً على ما تحفل به الرواية من أحداث ووقائع وتواريخ شهدها قرن مضى ومطلع قرن راهن هو القرن الحادي والعشرون. فالرواية أشبه بسجل حيّ للعناوين التي صنعت القرن اللبناني المنصرم وأبرزها الحرب اللبنانية التي أضحت حروباً، عطفاً على التحوّلات التي شهدها لبنان ومآسي التهجير والنزوح، وقضية الهجرة التي ابتلعت عائلات وأفراداً... لكن الكاتبة تمرّ على هذه العناوين برشاقة فلا تقع في شرك التفاصيل التي باتت معلومة ومستهلكة، بل هي تحبكها داخل النسيج الروائي الذي يظل مفتوحاً انطلاقاً من كون الرواية روايات داخل رواية. أما الخيط الذي جمع بين الحكايات فظل معقوداً وعقدته هي السر الكامن وراء انتحار روز التي كانت وردة.
هل حملت وردة (روز) سر انتحارها معها أم أن الاحتمالات التي جمعتها زاد قد تكون قابلة للتيقن من هذا الفعل القاسي؟ عندما أقدمت روز (وردة) على شرب الديمول كانت في حال من الانهيار جراء علمها بعودة عشيقها ناجي إلى زوجته بعد العلاقة القوية التي جمعت بينهما طوال أعوام. وحال الانهيار هذا قد يفسر إقدامها على الانتحار وقد لا يبرره. فلعل روز شربت الديمول خطأ وبسرعة وفي ظنها أنه ماء عندما كانت تستحم. ولعلها أيضاً شاءت أن تشرب القليل منه بغية تهديد عشيقها ناجي الذي قرر أن يهجرها... لكن والدتها نجلا التي كانت أضحت عجوزاً ظلت تلوم نفسها على وضع قنينة الديمول التي جلبها ناجي لرشّ الوردات المزروعة على الشرفة، داخل الحمام، مهرّبة إياها من الطفلة ياسمين، ابنة جولييت. وجولييت لامت نفسها كثيراً لأنها تركت أختها المنهارة وحيدة في المنزل ولم تعد إليها في الوقت الملائم. وفي يقين جولييت أن وردة (روز) لم تنتحر ولا يمكنها أن تنتحر، لا سيما أنها كانت أعلمتها أنها اتخذت قراراً بالسفر. ولعل الأمر الذي زاد من تعقّد الاحتمالات أن ناجي اكتشف أنه مصاب بالسرطان قبل قراره العودة إلى زوجته والعائلة.
يبقى سر روز (وردة) مبهماً إذاً وقد أفادت القصيفي منه لتجعله منطلقاً للسرد ومرجعاً له في آن، فحول هذا السر اشتبكت الخيوط ومنه انبثقت مغامرة البحث التي أدت إلى المزيد من الإبهام. بدا الانتحار ذريعة سردية بامتياز وشرعت الروائية انطلاقاً منه في فتح صفحات هذه العائلة المارونية البقاعية وهي صفحات ليست بيضاء دوماً بل رمادية وسوداء... فالرواية كما تبدّت ختاماً هي رواية انحدار عائلة، عائلة عرف القارئ أفرادها على اختلاف أجيالهم ومشكلاتهم الشخصية والمشتركة، لكنه لم يعرف لها اسماً. إنها عائلة لا تحمل اسم عائلة، لكنها حقيقية (وإن كانت متخيلة) لا سيما في ارتباطها ببيئتها وتاريخها الذي هو جزء من تاريخ ما قبل حرب 1975 وما بعدها.
ولم تترك القصيفي شاردة تفوتها أياً كان أثرها، فبدت الرواية أشبه بالرواية - النهر على صغر حجمها مقارنة بالروايات الفائضة... أسماء وأشخاص وأماكن وتواريخ وتفاصيل، آباء وأبناء وأحفاد، عادات وطقوس، وأحداث لا تنتهي وإن كانت هامشية أحياناً... ولعل هذا «الانفلاش» أو «التشظي» في السرد الذي قصدته المؤلفة هو الذي منح هذه الرواية فرادتها. وجاءت الشهادات الصغيرة أو «المونولوغات» التي تخللت فصول الرواية لترسّخ تعدد وجهاتها وزواياها. ولم تدع الكاتبة شخصية إلا ساقتها إلى «الشهادة» أو المونولوغ الذي يعاود إنتاج المادة السردية. وكم بدت شهادة انطوان - والد الكاتبة زاد - بديعة عندما تحدث عن جو «العصفورية»، المصح النفساني الأشهر في ذاكرة اللبنانيين. وقد نمّ فعلاً عن روح السخرية التي كثيراً ما تجلّت في فواصل عدة داخل الرواية، وهي سخرية صفراء عبثية وسافرة لا تهاب المحرمات.
قد تحتاج رواية «كل الحق ع فرنسا» مقاربة أشمل وأوسع تبعاً لمادتها الروائية الغنية، فالتفاصيل، حتى التفاصيل الصغيرة التي تعج بها، تستحق أن تقرأ وتستعاد نظراً إلى ما تمثل من أهمية سرداً وتأويلاً. وقد بلغت هذه الرواية الفريدة ذروة طرافتها في ترسيخ فعل الاستحالة، استحالة كتابة مثل هذه الحكايات التي واجهها القارئ، في رواية كانت «زاد» الكاتبة المبتدئة تحلم في كتابتها، بعدما أمضت أعواماً تجمع مادتها مما حكته لها الراوية الثانية (جولييت) وما استطاعت أن تجمعه بنفسها. ولعل هذه الاستحالة هي التي أسبغت على رواية ماري القصيفي هذه الهالة المتراوحة بين الواقعية والتخييل، بين الإحساس المأسوي بالحياة والبحث المضني عن خلاص شبه مستحيل.
كتب الروائيّ ياسين رفاعية عن مجموعتها أحببتك فصرت الرسولة:
سبق أن تحدثنا في اليمامة عن رواية الشاعرة ماري القصيفي «كل الحق ع فرنسا» وهي روايتها الوحيدة، لكن ماري عُرفت في الأوساط الثقافية كشاعرة وناقدة، بل وهي ناقدة اكتسبت احترام الجميع لأنها في النقد لا تحابي أحداً.
وقد صدرت لها منذ أيام مجموعة شعر بعنوان «أحببتك فصرت الرسولة» تضم نحو اثنين وثلاثين قصيدة.
في هذا الشعر بساطة في التعبير، لكنه منغرس في التجربة، كتاب كله عن الحب، والوداعات، والتواصل ولكن الخيبة تملأ كثيراً في مفاصل هذه القصائد، التي تشكل لدى الشاعر حزناً دفيناً، لا يمكن التعبير عنه إلا بالشعر، ولعل الحزن هو الأساس في القصيدة، لا يستطيع الفرح أن يحل محل الحزن في الشعر عموماً، وخصوصاً قصيدة النثر، التي يعتمد هذا الكتاب الانتماء إليها.
في نبرة هذه القصائد أحياناً نبرة عالمية وأحياناً صراخ في عبثية الحياة. هذه الحياة التي تكون غالباً كابوساً لكن الشعر يخفف من ثقل هذه الكوابيس، إن الشعر نجاة من الواقع اليابس، هذا الواقع الذي يصل في بعض الأحيان إلى الفجيعة، فما كل حب، هو حب جميل، بعض الحب عذاب، بعضه غصة في القلب بعضه دموع وبكاء في منتصف الليل بعيداً عن العيون.
دائماً تتدخل الحياة بين قلبين، فيتحول الحب إلى مأساة؛ فكم من قصص الحب في حياتنا اليومية نخرج منها حزانى ومحبطين في هذا السياق، لا تجد ماري القصيفي، كي تعبر عن هذه الطقوس من مخرج إلا الشعر، البحث عن الحبيب المثال، عن الرجل «السوبرمان» عن الرجل الفارس، الذي ما أن تبتسم له امرأة حتى يشتعل من داخل. هنا تحدث المعجزة، ابتسامة واحدة فقط من امرأة جميلة قادرة على تغيير المعادلة في الحياة اليومية. هنا، تؤسس ماري القصيفي هيكلية للحب النقي، الحب الصافي كماء الشرب، كالينابيع التي لا تتوقف عن التدفق؛ فالحب الحقيقي يشبه الينابيع الصافية، لأنه لا يدخل في المماحكات بين الطرفين، إنه تواصل روحي لا يتوقف بين قلبين اشتاقا لهذا التواصل.
ماذا في الحياة إذا لم يكن فيها حب، حب بأي طريقة تواصل؛ حب الأم لابنها، حب البنت لأمها.. إذا لم نتربّ على الحب في منازلنا، فإننا نذهب إلى حياة تبطش بنا دون توقف. ونتلقى الصفعة تلو الصفعة، فلا تكاد تهدأ. إلا أن الحب يعلمنا على تقبل الحياة كيفما كانت بدون تذمر أو استخفاف.
لعلي أطلت، لكن «أحببتك فصرت الرسولة» شدتني إلى هذا الكلام، لأن الحب شيء من المقدس والتصوف والانصراف إلى العبادة.. تحب الله فهو يحبك، لأنه هو الكريم المعطاء، والحب شيء من الله، ومن دونه تكون الحياة عابسة الوجه متجهمة من دون توقف.
في شعر ماري القصيفي: هذا التصوف، هذا الشعور بالارتفاع إلى أعلى، بالارتفاع عن الضغائن والكذب والمؤامرات.
فإذا كان الحب مقدساً، فإن ماري القصيفي
أدركت هذه الحقيقة، فحاولت أن يكون شعرها النثري على هذه الصورة:
الحب هويتي لا هوايتي
وأنت أدرى أيها الواقف إلى نافذة العالم
تنتظر وصولي إليك
لم يكن الحب بالنسبة إليّ يوماً هواية
لم يكن وسيلة توصلني إلى ارتباط
لم يكن علاجاً للوحدة أو السأم أو العمر
كان الحب ولا يزال
على الرغم من تراكم الأعوام وكثرة التجارب
هويتي وأوراقي الثبوتية التي لا أجرؤ من دونها
على الخروج من المنزل
فكيف عليّ عبور حواجز الحياة؟
إن هذا العبور الذي تتمناه ماري القصيفي، هو عبور إلى المطلق عبور إلى السمو والارتفاع عن المادة مقتلة الحياة..
هو عبور مقدس يتنامى كلما تنامت النفس وارتفعت، لا ينمو الحب في الأسفل، ولا في الأقبية، ينمو الحب تحت وهج الشمس وأشعتها، من هنا دفء الحب، من هذا التوق الدافئ من روح السماء العالية، أما ما يدعون أنه حب ينمو في الأقبية وفي البارات والأندية، فما هو إلا توجسات جنسية لا طائل منها:
«أنا وعاء الكلمات المنسي على حافة شباك عتيق
أنتظر العابر ليمد يده
ويختار الكلمة التي لم أقلها لأحد بعد
أنا انتظارك أيها الغريب المجهول
أنا المرأة التي لم ترها بعد
ولم تُغرق وجهك في عطر شعرها بعد
مد يدك فوق البحار والجبال والتقط أنفاسي
مدّ ذراعيك بين الأمواج وضباب المساء
واحتضن رغبتي
مددني على مذبح لهفتك
وأدخل إلى خدري السماوي
وحين تناديني الرياح من جديد
لا تخف عليّ
ولا تخف من أحلام الرحيل»
هذا هو التوق الذي تعبر عنه ماري القصيفي أصدق تعبير، إنه توق لكل العشاق، أن يعبروا بالحب إلى السلام؛ فالحب في المنتهى هو سلام النفس في ضجيج العالم.

## روابط خارجية
- مدوّنة ماري القصّيفي للغة العربيّة: arabicsagessehs.blogspot
- مقالات نشر أكثرها في الصحف والمجلاّت اللبنانيّة والعربيّة باسم مستعار هو مي م الريحاني: mariekossaifi.blogspot